# Sulcommata durantoni
Sulcommata durantoni là một loài bọ cánh cứng trong họ Cerambycidae.